# Aeroportul Ascencion De Guarayos
Aeroportul Ascencion De Guarayos (IATA: ASC, ICAO: SLAS) este un aeroport din Santa Cruz, Bolivia ce deservește zona Ascensión de Guarayos⁠(d). A fost numit după zona deservită.
Situat la o altitudine de 246 m, aeroportul dispune de o singură pistă.